# إقليم بوروري
مقاطعة بوروري هي إحدى المقاطعات الثمانية عشر في بوروندي. كانت في السابق أكبر مقاطعة في بوروندي حتى تم نقل بلديات بورامبي وبينجيرو ورومنغي إلى مقاطعة رومنغي عندما أنشئت عام 2015.

## نظرة عامة
عاصمة المقاطعة بوروري. تعد مقاطعة بوروري موطنًا لمحمية غابة بوروري الطبيعية، وهي غابة استوائية متبقية من جبال إفريقيا. نهر روفيرونزا، الذي ينبع في مقاطعة بوروري، هو المصدر الجنوبي لنهر النيل.
تشتهر بوروري بعدد القادة العسكريين والسياسيين الذين ولدوا فيها، بما في ذلك ثلاثة رؤساء متتاليين بعد استقلال البلاد.

## البلديات
وهي مقسمة إدارياً إلى البلديات التالية:
- بلدية بوروري
- بلدية ماتانا
- بلدية موغامبا
- بلدية روتوفو
- بلدية سونجا
- بلدية فياندا